# WISE 1828+2650
Координати:  18г 28м 31.10с, +26° 50′ 37.79″
WISE 1828+2650 (повне позначення WISEPA J182831.08+265037,8) — коричневий карлик або міжзоряна планета спектральному класу Y2, що знаходиться в сузір'ї Ліри на відстані приблизно 47 світлових років від Землі. Це є «архетипний член» спектрального класу Y.
WISE 1828+2650 був виявлений у 2011 році з даних, зібраних НАСА за допомогою 40-сантиметрового (16-дюймового) космічного телескопа WISE в інфрачервоному діапазоні. Зоря має власний рух — близько 966 кутових мілісекунд на рік. Об'єкт є найхолоднішим відомим коричневим карликом або це перший приклад вільної міжзоряної планети (наразі невідомо, це коричневий карлик чи міжзоряна планета). Вона має температуру в діапазоні 250—400 К (−23…+127 °C) і спочатку була оцінена нижче 300 К або близько 27 °C.